# 19-es vízibusz (Velence)
A velencei 19-es jelzésű vízibusz a San Zaccaria és Chioggia között közlekedik. A viszonylatot az ACTV üzemelteti.
A járat eredeti neve Alilaguna Clodia volt, de 2011-ben, a téli menetrend bevezetésekor az üzemeltetését átvette az ACTV, és egyúttal átszámozták 19-esre.

## Története
Eredetileg a 19-es járat Riva degli Schiavoni és Burano között közlekedett a '80-as évek elejéig.
2005-ben újraindították, de teljesen más útvonalon, máig a San Zaccaria és Chioggia között jár.
A 19-es vízibusz története:
| Időszak     | Járat- szám      | Megállók |
| ----------- | ---------------- | --- |
| 1978 – 1981 | 19               | Riva degli Schiavoni – Lido (Santa Maria Elisabetta) – Punta Sabbioni – San Francesco del Deserto – Treporti – Burano |
| 2005 – 2011 | Alilaguna Clodia | San Zaccaria (Pietà) – Chioggia, Piazzetta Vigo – Chioggia, Isola dell’Unione                                         |
| 2011 – ma   | 19               | San Zaccaria (Pietà) – Chioggia, Piazzetta Vigo – Chioggia, Isola dell’Unione                                         |

## Megállóhelyei
| sz. | idő (perc) | megállóhely neve                 | sz. | idő (perc) | átszállási kapcsolatok                                                                                | látnivalók                                 |
| --- | ---------- | -------------------------------- | --- | ---------- | --- | ------------------------------------------ |
| 0   | 0          | San Marco – San Zaccaria (Pietà) | 2   | 100        | 1, 2, 4.1, 4.2, 5.1, 5.2, 7, 14, 15, 20, N, Alilaguna B, Brighella, Colombina, Carnevale all’Arsenale | Szent Márk tér, Dózse-palota, San Zaccaria |
| 1   | 90         | Chioggia, Piazzetta Vigo         | 1   | 10         | | Chioggia                                   |
| 2   | 100        | Chioggia, Isola dell’Unione      | 0   | 0          | chioggiai buszok                                                                                      |                                            |